# Сольдинский договор (1466)
Сольдинский договор (1466) (нем. Vertrag von Soldin) — юридический документ, которым было определено правопреемство на земли герцогства Померания. Договор был подписан курфюрстом Бранденбурга Фридрихом II, герцогом Померании Эриком II и герцогом Бартским, Рюгенским и Вольгастским Вартиславом X 21 января 1466 года в Солдине (ныне город Мыслибуж).

## История

### Предпосылки создания
Статус Герцогства Померания был частью давнего спора между Бранденбургом и непосредственно Померанией. Курфюршество Бранденбург считало Померанию своим законным феодалом, однако померанские герцоги категорически отвергали эти требования. Обе стороны всячески пытались убедить императора Священной Римской империи в правоте своих взглядов на данный спор и такого рода выпады часто служили поводом для вооруженных конфликтов. Накануне подписания договора последним серьёзным столкновением была война за территорию Уккермарк 1444—1448 годов, когда свои права на эти земли одновременно заявили Бранеденбург и Померания. Пренцславский мир 1448 года закончил эту войну, разделив территорию Уккермарка на Бранденбуржскую и Померанскую части. Помимо напряженности в отношениях с Бранденбургом, члены Померанского дома в 1450-х годах столкнулись с ожесточенным сопротивлением со стороны ганзейских городов в своем герцогстве. Штральзунд отказался подчиняться власти померанских герцогов и начал борьбу вплоть до 1454 года. После непродолжительного мира бюргеры Штральзунда и Грайфсвальда вступили в сговор и в 1457 году напали на герцога Эрика II и его окружение. В этом же году ганзейские города Штральзунд, Грайфсвальд, Деммин и Анклам заключили союз, который был направлен против померанских герцогов.
В 1459 году умер Эрик Померанский и между оставшимися герцогами Эриком II, Вартиславом X и Отто III разразился спор о праве наследования земель в герцогстве Штольп, которыми незадолго до кончины управлял Эрик Померанский. Эрик II настаивал, что лишь он один обладал правом законного наследника. После этого Отто III и Вартислав X объединились и 6 сентября 1459 года обратились за военной помощью к курфюрсту Бранденбурга, а 27 июля 1462 года и к Дании. Таким образом сформированный военный союз был направлен против Эрика II. Параллельно с военными действиями на землях Померании свирепствовала эпидемия Черной чумы. Как и многие другие представители дома Померании, 10 сентября 1464 года умер и Отто III. Теперь уже Вартислав X и Эрик II объединились против курфюрста Бранденбурга в борьбе за штеттинское наследство. Император Священной Римской Фридрих III объявил земли Отто III своей собственностью, тем самым отклонил претензии как со стороны герцогов Померании, так и со стороны курфюрста Бранденбурга.

### Подписание
21 января 1466 года в городе Солдин собрались курфюрст Бранденбурга Фридрих II, герцого Померании Эрик II и герцог Бартский, Рюгенский и Вольгастский Вартислав X, что бы определить правовой статус земель герцогства Померани. В договоре были определены следующие:
- Герцогство Померания становилось феодалом курфюрста Бранденбурга. Эрик II и Вартислав X присягали на верность новому сюзерену — Фридриху II. Представители померанского дворянства должны были принести клятву верности как герцогам Померании, так и курфюрсту Бранденбурга;
- доходы с померанских земель оставались в собственности герцогов Померании;
- право раздачи феодов внутри герцогства Померания закреплялось как за померанскими герцогами так и за правителем Бранденбурга;
- правитель Бранденбурга обязывался защищать герцогство Померания. Кроме того, Бранденбург и Померания образовывали между собой оборонительный союз;
- померанские герцоги обязывались соблюдать и гарантировать свободы и привилегии померанскому дворянству;
- между Бранденбургом и Померанией допускалось создание зоны свободного передвижения и торговли[5][1].

### Последствия
Несмотря на гарантии со стороны правителя Бранденбурга касательно власти и прав для герцогов Померании, последние не торопились выполнять взятые на себя по договору обязательств. 10 марта Вартислав X из Померании и Фридрих II из Бранденбурга встретились в городе Гарц для приведения померанского дворянства к присяге. Однако, церемонию пришлось отменить из-за недостаточного внимания со стороны дворян. Более того, 26 апреля Штеттин отправил правителю Бранденбурга сообщение о том, что жители города отказывались присягать на верность.